# Amenemnesout
Amenemnesout est un pharaon de la XXIe dynastie vers 1043 à 1039 avant l'ère commune. Manéthon l’appelle Nepherkhérès et lui compte quatre ans de règne.

## Généalogie
Ses liens avec son prédécesseur et son successeur ne sont pas connus avec certitude mais il est possible qu'il soit le fils de Smendès et l'oncle de Psousennès Ier, les noms d'Amenemnesout et de Psousennès ayant en effet été trouvés ensembles sur des objets découverts dans la tombe de Psousennès Ier.

## Attestation
Le souvenir de son court règne en tant que deuxième pharaon de la XXIe dynastie a été conservé dans l'Épitomé de Manéthon sous la forme d'un roi Nepherkhérès à qui il attribue un court règne de quatre ans,.
L'existence d'Amenemnesout n'a été confirmée qu'en 1940, lorsque la tombe tanite de son successeur Psousennès Ier a été découverte par Pierre Montet. Un embout d'arc, en or cloisonné, aux noms des deux souverains, ainsi qu'une coiffe en or portant à la fois le nom royal d'Amenemnesout, et celui de son successeur Psousennès Ier ont été trouvés dans la tombe. Ces découvertes ont permis de certifier son nom de roi de Haute et de Basse-Égypte : Néferkarê, le souverain de Thèbes. Ce nom royal est un indice supplémentaire des liens qui unissaient les souverains tanites avec les grands prêtres de Thèbes.

## Règne
Pratiquement rien n'est connu du règne d'Amenemnesout, il n'est connu que par quatre documents, dont ceux de la tombe de Psousennès Ier. Son positionnement chronologique fait également débat, car Mantéthon, qui lui accord quatre ans de règne, le place après Psousennès Ier, alors que la stèle d'Ânkhefensekhmet indiquerait, selon l'interprétation la plus admise, que le règne est à placer avant Psousennès Ier, même si cette interprétation n'est pas certaine. Malgré tout, les éléments contemporains de cette période ne laissent pas de place pour un règne entre Psousennès Ier et Amenemopet. Si Amenemnesout est bien situé entre Smendès et Psousennès Ier, alors il est probablement un fils de Smendès, ce qui ferait de lui un oncle de Psousennès Ier. Il est en tout cas un roi tanite, car seuls les rois de Basse-Égypte sont cités par Manéthon, malgré l'épithète souverain de Thèbes que porte Amenemnesout, marquant plutôt l'influence du culte d'Amon à cette période, ce que son nom de Sa-Rê, Amenemnesout, montre aussi.

### Le pardon des rébellions
Bien que son règne soit généralement obscur, le grand prêtre d'Amon à Thèbes, Menkhéperrê, est connu pour avoir gracié plusieurs chefs d'une rébellion contre l'autorité du grand prêtre sous le règne d'Amenemnesout,, qui avaient été exilés dans l'oasis occidentale de l'Égypte en l'an XXV de Smendès. Ces événements sont relatés sur la « stèle dite du Bannissement » (Louvre C. 256), probablement réalisée pendant le bref règne d'Amenemnesout, entre les ans I et III,.

## Sépulture
Sa tombe, sans doute aménagée à Tanis, n'a pas été retrouvée.